# Catherine Colonna
Catherine Colonna (Tours, 16 aprile 1956) è una politica e diplomatica francese, ministro dell'Europa e degli affari esteri nel governo Borne dal 20 maggio 2022 all'11 gennaio 2024.

## Biografia
Nata a Tours, figlia di un avvocato e proprietario terriero di origini corse, ha studiato in Touraine e a Parigi. Dopo aver studiato giurisprudenza e aver conseguito una laurea in diritto pubblico all'Università di Tours, ha conseguito una laurea presso l'Istituto di studi politici di Parigi (servizio pubblico), quindi è entrata a far parte dell'École nationale d'administration (1981-1983). Dopo aver lasciato l'ENA nel 1983, ha scelto la carriera diplomatica. 

### Carriera diplomatica
Per il suo primo lavoro al Quai d'Orsay è stata nominata all'ambasciata francese negli Stati Uniti, a Washington, prima nel servizio politico e poi nel servizio stampa e informazione (1983-1986). Tornata a Parigi divenne consulente tecnico al gabinetto di Maurice Faure, Ministro di Stato, Ministro dell'ecologia nel governo Mitterrand del 1988. A metà del 1989, poco prima della caduta del muro di Berlino, si unì al Centro di analisi e previsione del Quai d'Orsay, dove si occupava di questioni europee in pieno svolgimento.
Diventerà quindi uno dei portavoce del Quai d'Orsay dal 1990 nel 1993 alla Direzione Comunicazione e Informazione del Ministero degli Affari Esteri, quindi vice portavoce del Ministero dopo l'arrivo al Quai d Orsay nel 1993, Alain Juppé e il suo capo dello staff Dominique de Villepin, che la apprezzano. Nel maggio 1995, Jacques Chirac la scelse come portavoce all'Eliseo. Sarà per più di nove anni la voce ufficiale della presidenza della Repubblica. 
Dopo la rielezione di Jacques Chirac nel 2002, nel settembre 2004 fu nominata Direttore generale del Centro nazionale per la cinematografia (CNC). Ma dopo il referendum sull'Europa e in occasione del cambio di governo, il 2 giugno 2005, fu richiamata al governo e nominata Ministro delegato per gli affari europei del governo di Dominique de Villepin, per due anni fino al 15 maggio 2007. 
Dopo la caduta del governo, lo stesso anno e fino all'estate del 2008, fa parte della Commissione del Libro bianco sulla politica estera ed europea, guidata da Alain Juppé. Il 26 marzo 2008, è stata nominata Ambasciatrice di Francia presso l'UNESCO. Nel dicembre 2010 ha deciso di unirsi alla società internazionale di comunicazione finanziaria Brunswick, come "managing partner" dell'ufficio di Parigi. 
Dal maggio 2008 è membro del consiglio di amministrazione di Fondation Chirac, avviata dall'ex Presidente della Repubblica. È stata anche vicepresidente del Consiglio franco-britannico (2009-2014), presidente del consiglio di amministrazione del Centro internazionale di studi sull'istruzione (CIEP) dal 2008 al 2011 e presidente del consiglio dell'École du Louvre dal 2010 al 2014. 
Ha aderito al Consiglio di Sorveglianza del gruppo BPCE da aprile a luglio del 2014, pur mantenendo le sue funzioni amministrative alla Brunswick, prima di essere nominata ambasciatrice di Francia in Italia dal settembre 2014 al 2017. È stata nominata ambasciatrice, rappresentante permanente della Francia presso l'Organizzazione per la cooperazione e lo sviluppo economico (OCSE), il 4 ottobre 2017, nel Consiglio dei ministri. Quindi è nominata ambasciatrice di Francia a Londra nel 2019.
Nel mezzo di una disputa del 2021 tra il Regno Unito e la Francia sulle licenze di pesca post-Brexit, l'allora ministro degli Esteri britannico Liz Truss ha incaricato il ministro di Stato per l'Europa, Wendy Morton, di convocare la Colonna "per spiegare le minacce deludenti e sproporzionate fatte contro il Regno Unito".

### Ministro degli esteri
Nel maggio 2022 Colonna è stata nominata ministro degli Esteri nel governo Borne. È la seconda donna a ricoprire questo incarico, dopo il breve periodo di Michèle Alliot-Marie nel 2010.
All'inizio del suo mandato, Colonna e il ministro delle Forze armate Sébastien Lecornu si sono recati insieme in Niger per suggellare una ridistribuzione regionale, rendendo il paese il fulcro delle truppe francesi nella regione del Sahel.
Termina l'incarico con la nascita del Governo Attal.